# Флэкси Мартин
«Флэкси Мартин» (англ. Flaxy Martin) — фильм нуар режиссёра Ричарда Л. Бэра, который вышел на экраны в 1949 году.
Фильм рассказывает о нью-йоркском адвокате Уолтере «Уолте» Колби (Закари Скотт), который решает порвать с криминальным боссом Хэпом Ричи (Дуглас Кеннеди), на которого работал несколько лет. Используя влюблённость Уолта в роковую женщину Флэкси Мартин (Вирджиния Майо), Хэп добивается того, чтобы Уолт высвободил из тюрьмы одного из бандитов. Позднее, когда Флэкси оказывается под подозрением в убийстве, Уолт берёт вину на себя и его осуждают на 20 лет. Узнав, что Хэп и Флэкси его подставили, Уолт во время этапирования в тюрьму сбегает, намереваясь добиться разоблачения истинных преступников. Благодаря помощи доброй порядочной девушки Норы Карсон (Дороти Мелоун), он восстанавливает силы и возвращается в Нью-Йорк, в решающем противостоянии устраивая дело так, что Флэкси убивает Хэпа, и полиция арестовывает её за это преступление. Сам же Уолт, забрав 40 тысяч долларов Хэпа, предлагает Норе, в которую влюбился, вместе бежать, однако она отказывается, предлагая во всём сознаться полиции. После некоторых сомнений Уолт приходит в полицейский участок, и Нора идёт вместе с ним.
Современные критики в целом дают фильму положительную оценку. Хотя очевидно, что это фильм нуар второго уровня, тем не менее, его отличает хороший сценарий, крепкая режиссура и отличные актёрские работы, особенно, со стороны Вирджинии Майо, а также Закари Скотта и Дороти Мэлоун.

## Сюжет
Вечером в одном из пансионов Нью-Йорка полиция обнаруживает труп мужчины. Хозяйка пансиона утверждает, что прекрасно рассмотрела убийцу, и готова в суде опознать его. Как устанавливает полиция, убийцей является Цезарь (Джек Оверман), один из киллеров гангстера Хэпа Ричи (Дуглас Кеннеди). Среди ночи Хэп звонит своему адвокату Уолтеру «Уолту» Колби (Закари Скотт), требуя добиться немедленного освобождения Цезаря под залог. После того, как Уолт предупреждает Хэпа, что не хочет больше заниматься его криминальными делами и собирается прекратить с ним сотрудничество, Хэп решает поставить Уолта на место, используя его подружку Флэкси Мартин (Вирджиния Майо), в которую Уолт влюблен. Когда Уолт уговаривает Флэкси бросить всё, переехать в другое место и начать жизнь без криминала, она отвечает, что он пока ещё не достаточно богат, чтобы делать ей такое предложение. Флэкси убеждает Уолта потерпеть ещё некоторое время, пока он не сорвёт хороший куш, а пока пойти навстречу Хэпу и добиться освобождения Цезаря. Уолт начинает работать со свидетельницей, заставляя её начать сомневаться в том, что она видела именно Цезаря. Тем временем Хэп в тайне от Уолта через Флэкси выходит на её знакомую Пегги Феррар (Хелен Уэсткотт), которой платит за то, чтобы та дала в суде показания, что Цезарь в ночь убийства был с ней. После её выступления в суде Цезаря отпускают, однако теперь Пегги решает потребовать от Хэпа ещё 10 тысяч долларов, в противном случае угрожая отказаться от своих показаний. Узнав об этом, Флэкси приходит к ней в гостиницу, чтобы заставить Пегги молчать. Разговор между Флэкси и Пегги проходит на повышенных тонах, что слышит администратор гостиницы. Когда Флэкси уходит, в комнате Пегги незаметно появляется Цезарь…
Тем же вечером в одном из каналов обнаруживают труп Пегги. Полиция быстро выясняет о ссоре между Пегги и Флэкси, которая становится главной подозреваемой в убийстве. Флэкси обращается за помощью к Уолту, который, чтобы добиться её освобождения, готов пойти на разоблачение Хэпа и его банды. Флэкси однако умоляет его не впутывать в это дело Хэпа, говоря, что с таком случае их обоих убьют. Тогда Уолт решает заявить, что это он убил Пегги, будучи уверенным в том, что в суде его оправдают ввиду отсутствия улик. Во время процесса Уолт излагает свою версию событий, согласно которой он встретился с Пегги у канала, чтобы убедить её отказаться от своих показаний. В какой-то момент она вышла из себя и ударила его. Защищаясь, он ударил её в ответ, и его удар оказался смертельным. Всё идёт к благоприятному для Уолта исходу дела, однако в последний момент в качестве свидетеля приглашается таксист, который рассказывает, что привёз Уолта на канал и своими глазами видел, как Уолт хладнокровно убил Пегги. В ожидании приговора Уолта отправляют в камеру, где его навещает прокурор. Уверенный в том, что Уолт невиновен, прокурор просит рассказать его правду, однако Уолт, чтобы не выдать Флэкси, отказывается с ним говорить. В итоге Уолта признают виновным в убийстве и приговаривают к 20 годам тюрьмы. Пока Уолт ожидает отправки в тюрьму, его навещает старый клиент, владелец автомастерской Сэм Малко (Том Д’Андреа). В благодарность за то, что Уолт в своё время сделал для его семьи, Сэм рассказывает, что Цезарь в пьяном виде хвастался, что Уолта осудили за убийство Пегги вместо него. Сэм также рассказывает, что Флэкси откровенно развлекается в компании Хэпа.
Когда Уолта перевозят на поезде в тюрьму, он нападает на своего конвоира, бьёт его и выпрыгивает из движущегося поезда, сильно ударившись о камень. Добравшись до дороги, Уолт теряет сознание и падает. В этот момент мимо проезжает на своей машине молодая привлекательная женщина Нора Карсон (Дороти Мелоун), которая работает библиотекарем в небольшом городке. Она поднимает Уолта и отвозит его к себе домой, где оказывает ему первую помощь, даже не выяснив, кто он такой. На следующее утро Уолт просыпается в постели в доме Норы, где видит перед собой заботливо приготовленный завтрак и отглаженный костюм. Нора говорит, что ей тоже доводилось попадать в сложное положение, и потому она хочет помочь Уолту вне зависимости от того, кто он такой. Несмотря на озлобленный тон Уолта, который не хочет втягивать Нору в свои дела, она сохраняет к нему доброе расположение и готовность о нём позаботиться. Вечером, вернувшись с работы, Нора показывает Уолту газету, где на первой полосе рассказывается о его побеге, и о том, что полиция установила блокпосты на дорогах и разыскивает его по всей округе. Во время ужина к Норе за парой яиц заходит соседка, которая видит Уолта. Некоторое время спустя, вызванный соседкой, к дому Норы подъезжает местный шериф. Он просит разрешения осмотреть дом, однако когда он заходит внутрь, то видит не только Уолта, но и Ропера (Элиша Кук — младший), подручного Хэпа, с пистолетом в руке. Ропер отбирает у шерифа наручники, которыми приковывает Нору и Уолта друг к другу, а затем запирает шерифа в кладовой. После этого Ропер на машине с шофером вывозит Нору и Уолта в лес, где собирается их убить и закопать. Однако когда шофёр заканчивает копать могилу, Уолту удаётся выбить у Ропера оружие, несколько раз ударить Ропера и шофёра так, что они потеряли сознание, и столкнуть их в вырытую яму. Затем, по-прежнему в сковывающих их наручниках, Нора и Уолт садятся в машину Ропера и едут в Нью-Йорк, где Уолт хочет добиться от Цезаря признания. По дороге, с помощью документов шофёра и актёрского таланта Норы им удаётся преодолеть полицейское оцепление. По приезде в город, они направляются в автомастерскую Сэма, который специальными ножницами перекусывает наручники.
После этого, оставив Нору у Сэма, Уолт направляется к Цезарю домой, обнаруживая того убитым на своей кровати. В окно Уолт видит, что внизу его уже поджидает Ропер с оружием. Уолт пытается незаметно выбраться из дома, однако Ропер замечает его и открывает огонь. Уолт убегает, пытаясь скрыться в переулках, затем едет на автобусе, однако Ропер не отстаёт от него. Уолт забирается на крышу дома, где Ропер настигает его. Когда бандит уже собирается застрелить Уолта, выясняется, что у него кончились патроны. Ропер достаёт нож, и начинается драка, в результате которой Уолт сбрасывает Ропера с крыши, и тот разбивается насмерть. Затем Уолт направляется домой к Флэкси. Она сознаётся, что подставила Уолта, однако сделала это в его интересах, так как, если бы он не сел в тюрьму, то Хэп убил бы его. Затем она предлагает вместе бежать, прихватив 40 тысяч долларов, которые они получат у Хэпа. С молчаливого согласия Уолта Флэкси звонит Хэпу, приглашая его к себе домой. Когда появляется Хэп, Флэкси наставляет пистолет на обоих мужчин, после чего забирает у Хэпа его портмоне с 40 тысячами долларов, перекладывая его в свой чемодан. Уолт говорит, что она не сможет убить их обоих, так как пока она будет стрелять в одного, второй успеет наброситься на неё и расправится с ней. Флэкси на мгновение задумывается, и в этот момент Уолт гасит в комнате свет. В полной темноте Флэкси стреляет наугад, убивая Хэпа. Включив свет, Уолт заставляет её бросить пистолет, после чего вызывает полицию. Когда он слышит звук сирен, Уолт забирает портмоне с деньгами, запирает Флэкси в квартире и скрывается. Когда полиция выбивает дверь, то видит, как Флэкси стирает отпечатки пальцев с пистолета.
Вернувшись в мастерскую к Сэму, Уолт говорит Норе про деньги и предлагает бежать вместе с ним, чтобы начать новую жизнь. Нора однако отказывается, заявляя, что для неё счастливой может быть только честная жизнь, после чего уходит. В свете случившегося с Уолта скорее всего снимут обвинение в убийстве, и ему грозит лишь максимум два года за лжесвидетельство. Ещё раз всё обдумав, Уолт звонит в полицию в просьбой задержать Нору и доставить её в участок, куда вскоре приезжает и сам. Взявшись за руки, Уолт и Нора вместе входят в здании полиции.

## В ролях
- Вирджиния Майо — Флэкси Мартин
- Закари Скотт — Уолтер «Уолт» Колби
- Дороти Мэлоун — Нора Карсон
- Том Д’Андреа — Сэм Малко
- Хелен Уэсткотт — Пегги Феррар
- Дуглас Кеннеди — Хэп Ричи
- Элиша Кук — младший — Ропер
- Дуглас Фоули — Макс, детектив
- Монти Блю — Джо, детектив
- Джек Оверман — Цезарь
- Макс Вагнер — Чарльз Макмахон

## Создатели фильма и исполнители главных ролей
В период с 1942 по 1956 год режиссер Ричард Л. Бэр поставил 63 короткометражные комедии про Джо Макдоукса, роль которого исполнил Джордж О’Хэнлон. Кроме того, Бэр много работал на телевидении, а также поставил 15 полнометражных художественных фильмов, среди которых музыкальная криминальная мелодрама с Майо «Умные девочки не болтают» (1948), романтическая комедия «Дом напротив» (1949), фильм нуар «По эту сторону закона» (1950), вестерн «Разборка в Медисин-Бэнд» (1957) и хоррор-триллер «Жуткий, злобный» (1973).
Вирджиния Майо известна по главным женским ролям в таких фильмах, как послевоенная мелодрама «Лучшие годы нашей жизни» (1946), романтическая комедия «Тайная жизнь Уолтера Митти» (1947), фильм нуар «Белая горячка» (1949), вестерн «Территория Колорадо» (1949) и приключенческий экшн «Капитан Горацио Хорнблоуэр» (1951).
Закари Скотт известен прежде всего по ролям в многочисленных фильмах нуар, среди них «Маска Димитриоса» (1944), «Милдред Пирс» (1945), «Сигнал об опасности» (1945), «Безжалостный» (1948), «Путь фламинго» (1949) и «Рождённая быть плохой» (1950).
Дороти Мэлоун впервые обратила на себя внимание эпизодической ролью в классическом фильме нуар «Большой сон» (1946), а закончила свою карьеру небольшой ролью в криминальном триллере «Основной инстинкт» (1992). В общей сложности за свою карьеру она сыграла в 66 кинофильмах, среди которых такие фильмы нуар, как «Убийца, запугавший Нью-Йорк» (1950), «Осуждённый» (1950), «Лёгкая добыча» (1954), «Личный ад 36» (1954), «Лазейка» (1954) и «Ставка на мёртвого жокея» (1957). В 1957 году она завоевала «Оскар» и номинацию на «Золотой глобус» за роль второго плана в мелодраме «Слова, написанные на ветру» (1956), а в 1964—1968 годах играла одну из главных ролей в популярной мыльной опере «Пейтон-Плейс», которая принесла ей две номинации на «Золотой глобус» в 1965 и 1966 годах.

## История создания фильма
Сценарий фильма написал Дэвид Лэнг по собственному рассказу «Умные деньги» (англ. Smart Money). Рабочим названием фильма также было «Умные деньги».
Фильм находился в производстве с середины апреля до середины мая 1948 года и вышел в прокат 12 февраля 1949 года.

## Оценка фильма критикой
Как отмечает историк кино Хэл Эриксон, это «сложная мелодрама Warner Bros.», которую «Бэр ставит с уверенностью и знанием дела». По словам критика, «большую часть фильма составляет захватывающая погоня, в которой Колби объединяется с положительной героиней Норой Карсон». По словам историка фильмов нуар Спенсера Селби, фильм рассказывает о «честном адвокате, который связывается с криминальным синдикатом и заканчивает признанием в убийстве, в котором подозревается роковая женщина, которую он считает своей подружкой».
По мнению историка кино Дерека Уиннерта, «это крепкий гангстерский фильм нуар от Warner Bros.» Как пишет критик, хотя «возможно, это всего лишь криминальный фильм второго уровня», тем не менее, он тщательно проработан и в сценарном плане, и как фильм. Кроме того, «в нём задействован сильный актерский состав, сглаживающий большинство морщин». Уиннерт полагает, что «Вирджиния Мэйо в главной роли точно соответствует типу беспринципной, жадной до наживы танцовщицы Флэкси Мартин». В свою очередь, Закари Скотт «играет вопреки своему типажу честного молодого адвоката, который влюбляется в неё и защищает её».
Исследователь фильмов нуар Майкл Кини отмечает, что Скотт играет в этой картине роль «самого большого неудачника в отношениях с женщинами после Роберта Митчема». Как далее пишет киновед, Дороти Мэлоун играет «симпатичную библиотекаршу, которая пытается помочь Скотту доказать свою невиновность после того, как он сбегает из-под полицейской стражи». Критик также отмечает игру «ветерана нуара Элиши Кука — младшего, который интересен в роли мелкого хулигана». Но всех превосходит «Майо, великолепная в роли роковой женщины, в которой нет ни грамма доброты. Ненавидеть её — одно удовольствие». Хэл Эриксон также отмечает актёрскую работу Кука, который «играет обычную для себя роль изворотливой маленькой гадины».